# Ritmo de la noche
Ritmo de la noche è una canzone scritta da AC Beat, Lagonda, Castioni e Wycombe, e originariamente registrata dal gruppo house tedesco Chocolate nel 1990. È stata coperta e pubblicata nello stesso anno da Mystic, The Sacados, Lorca e altri dieci produttori.

## Informazioni
Il brano utilizza nella sua introduzione un riff di piano preso da I Go to Rio, un brano del cantante australiano Peter Allen del 1976.

## Tracce
CD maxi
1. "Ritmo de la noche" (Brazilmix) - 5:11
2. "Ritmo de la noche" (Single-Edit) - 3:37
3. "Ritmo de la noche" (New Age House-Mix) - 5:56

7" single
1. "Ritmo de la noche" (Single-Edit) - 3:37
2. "Ritmo de la noche" (New Age Edit) - 3:55

## Classifiche
| Classifica (1990) | Posizione massima |
| ----------------- | ----------------- |
| Europa            | 74                |
| Finlandia         | 30                |
| Germania          | 23                |
| Paesi Bassi       | 12                |

## Versione dei Lorca
Nel 1990, il gruppo house francese Lorca ha realizzato una cover della canzone e ha raggiunto il numero uno in Belgio e ha raggiunto il picco tra i primi 30 in Francia e nei Paesi Bassi.

### Tracce
1. "Ritmo de la noche" (Radio Mix) - 3:48
2. "Ritmo de la noche" (Sun Maxi Mix) - 6:17
3. "Come On" - 5:06

### Classifiche
| Classifica (1990) | Posizione massima |
| ----------------- | ----------------- |
| Belgio            | 1                 |
| Europa            | 56                |
| Francia           | 22                |
| Paesi Bassi       | 23                |

## Versione dei Mystic
Nel 1990 il gruppo house tedesco Mystic ha realizzato una cover della canzone e ha raggiunto il numero 2 in Spagna e la top 30 nei Paesi Bassi.

### Tracce
1. "Ritmo de la noche" (Radio Mix) - 3:51
2. "Ritmo de la noche" (Club Edit) - 3:03

### Classifiche
| Classifica (1990) | Posizione massima |
| ----------------- | ----------------- |
| Paesi Bassi       | 17                |
| Spagna            | 2                 |
| Regno Unito       | 77                |

## Altre versioni
Il gruppo argentino The Sacados ha realizzato una cover spagnola. A differenza della versione originale, questa ha aggiunto una strofa in stile rap. È stato utilizzato come sigla per il programma di Telefe Ritmo de la Noche.